# Nuth

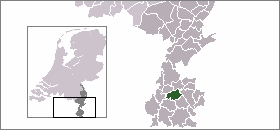
Nuths läge

Nuth är en historisk kommun i provinsen Limburg i Nederländerna. Kommunens totala area är 33,17 km² (där 0,02 km² är vatten) och invånarantalet är på 16 046 invånare (2005).